# Qu'est-ce qu'on attend pour être heureux ? (série télévisée)
Pour le film de Coline Serreau, voir Qu'est-ce qu'on attend pour être heureux ! (film).
Pour la chanson de Paul Misraki et André Hornez, voir Qu'est-ce qu'on attend pour être heureux ?.
Qu'est-ce qu'on attend pour être heureux ? est une série télévisée française en six épisodes de 52 minutes créée par Anne Giafferi et Marie-Hélène Copti, diffusée du 13 au 20 juin 2018 sur M6. Il s'agit d'une adaptation de la série suédoise Solsidan (sv).

## Synopsis
Romain, psychologue, retourne vivre dans la ville de son enfance et il renoue contact avec son meilleur ami. Ils deviennent très vite inséparables.

## Fiche technique
- Création : Anne Giafferi et Marie-Hélène Copti, d'après la série suédoise Solsidan (sv)
- Pays d'origine :  France

## Distribution
- Lorànt Deutsch : Romain Cornaux
- Magali Miniac : Anna Cornaux
- Mathias Mlekuz : Fred Morin
- Jeanne Bournaud : Séverine Morin
- Sébastien Castro : Daniel Poirot
- Annick Blancheteau : Françoise Corneaux, mère de Romain
- Camille Japy : Maria
- Julien Boisselier : Paul Romus
- Émeline Bayart : Brigitte
- Fabienne Chaudat : Madame Trogneux
- Jackie Berroyer : Deville, le voisin
- Virginie Desarnauts : Fanny Foulon
- Florence Huige : Dr Garette
- Stéphane Debac : Pascal
- Émilie Caen : Sophie Bouchard
- François Morel : Michel

## Épisodes
1. Une nouvelle vie
2. Petites Contrariétés
3. Plein la vue
4. Peut mieux faire
5. Les Boules
6. Bonne Année

## Production
Le générique reprend la chanson Qu'est-ce qu'on attend pour être heureux ? composée en 1938 par Paul Misraki avec des paroles d'André Hornez.